# Birkigt (Freital)
Birkigt ist ein rechts der Weißeritz gelegener Stadtteil der sächsischen Großen Kreisstadt Freital im Landkreis Sächsische Schweiz-Osterzgebirge. Der Ort fand im 14. Jahrhundert seine Ersterwähnung und wurde 1923 nach Freital eingemeindet. Mit weniger als einem Quadratkilometer Fläche ist Birkigt der flächenkleinste Freitaler Stadtteil und Wohnort von etwa 1000 Einwohnern.

## Geographie
Der Stadtteil erstreckt sich am nordöstlichen Hang des Freitaler Weißeritztals. Die 86 Hektar große Ortsgemarkung Birkigt ist vor allem im Nordteil bebaut, während sich im Südteil vorrangig Weideflächen entlang des Kesselgrunds erstrecken. Dort befinden sich auch einige Kleingartenanlagen.
Birkigt bildet einen Teil der Außengrenze der Stadt Freital zur Landeshauptstadt Dresden, dort zu den Stadtteilen Coschütz im Norden und Gittersee im Osten. Im Süden schließt sich der Freitaler Stadtteil Burgk (Großburgk und Zschiedge) an, westlich ist Potschappel gelegen.

## Geschichte
| Jahr | Einwohner                    |
| ---- | ---------------------------- |
| 1551 | 9 besessene Mann, 7 Inwohner |
| 1764 | 9 besessene Mann, 2 Gärtner  |
| 1834 | 71                           |
| 1871 | 360                          |
| 1890 | 744                          |
| 1910 | 1871                         |
| 1923 | 2338                         |
| 2010 | 881                          |
| 2015 | 948                          |
| 2017 | 972                          |

Der Ortsname Birkigt ist deutschen Ursprungs und bedeutet Birkenwald (analog zu Tännicht, Eichigt, Erlicht). Erstmals erwähnt wurde das Dorf 1378 als Birkech, Berkech. Im Jahr 1429 heißt der Ort „zcum Birckechte“, 1445/1447 dann „Burkecht“. Als „Birkicht“ taucht das Dorf 1457 auf, um 1547 „Pirgk“ genannt zu werden. Vier Jahre später wird es als „Birckichtt“ erwähnt. Noch 1791 als „Bürckigt“ bezeichnet, heißt der Ort 1875 „Birkigt b. Döhlen“.
Nach Döhlen ist Birkigt seit 1555 eingepfarrt. Die Grundherrschaft übten über die gesamte frühe Neuzeit die Besitzer des Ritterguts Potschappel aus. So hatte Birkigt im 16. Jahrhundert an den Gutsherrn Hermann von Tauschwitz verschiedene Abgaben zu erbringen. Nach Potschappel gingen die Birkigter Kinder bis 1875 auch zur Schule, ein Jahr später erfolgte die Fertigstellung eines ersten Birkigter Schulhauses. Nachdem dieses gegen Ende des 19. Jahrhunderts an seine räumlichen Grenzen stieß, wurde 1898 ein Neubau fertiggestellt, der heute unter dem Namen „Ludwig-Richter-Schule“ genutzt wird. Das alte Schulhaus diente nach dem Umzug des Schulbetriebs als Amtsgebäude der Gemeindeverwaltung. Im alten Dorfkern, der an der Gitterseer Straße nahe der Stadtgrenze zu Dresden liegt, blieben einige Bauernhöfe aus dem 19. Jahrhundert bis heute erhalten.

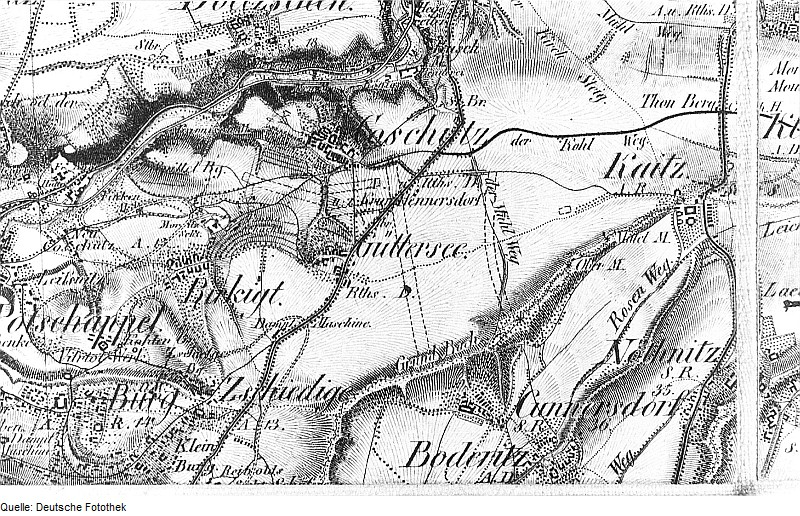
Birkigt auf einer Karte aus dem 19. Jahrhundert

Ab etwa 1900 – die Gewannflur der Gemeinde erstreckte sich damals auf 86 Hektar – entwickelte sich Birkigt zu einer Arbeiterwohngemeinde. Im Jahr 1897 kam es mit dem Bau der „Faßfabrik Gliemann“ zu einer ersten Industrieansiedlung im Dorf. Zuvor lagen lediglich einige Bergbauanlagen des Potschappler Aktienvereins auf Birkigter Flur, etwa der Gustavschacht, der von 1827 bis 1848 in Betrieb war. Nach dem Ersten Weltkrieg siedelten sich weitere Betriebe an, darunter die Verpackungsmaschinenfabrik Otto Hänsel (später zu Nagema gehörend) und ein Voltolwerk der Ossag.
Zwei Jahre nach der Gründung von Freital kam Birkigt am 1. Januar 1923 als fünfter Stadtteil zum Stadtgebiet; neben den drei Gründungsgemeinden gehörte Zauckerode bereits vorher dazu. Im Zweiten Weltkrieg, am 24. August 1944, brachte ein Luftangriff auf Freital und Gittersee starke Zerstörungen im Stadtteilgebiet. Ein Hauptziel war das Mineralölwerk der aus der Ossag hervorgegangenen Rhenania-Ossag. Die 486. und die 487. Bomber-Gruppe (65 B17-Bomber) des 92. US-Kampfgeschwaders (8. US-Luftflotte) griffen die als Objekt „GQ 1612“ markierten Anlagen an, die kältebeständige Spezialschmierstoffe (etwa 6.000 Tonnen pro Jahr) für die Luftwaffe lieferten und als Hauptproduzent von Voltol-Ölen galten.
Nach der Wende wurden in Birkigt mehrere Flächen für Wohnbauprojekte ausgewiesen, etwa an der Gitterseer Straße 18–22 und entlang der Bannewitzer Straße für Mehrfamilienhäuser sowie im Neubaugebiet Birkigter Höhe für Eigenheime.

## Kultur und Sehenswürdigkeiten
Ein Gedenkstein an der Ecke Blumenstraße/Kleine Siedlerstraße erinnert an die 241 Menschen, die beim Luftangriff vom 24. August 1944 ums Leben kamen (Inschrift: 241 Kinder, Frauen, Männer – Opfer des amerikanisch-imperialistischen Luftangriffs am 24.8.1944). Dort bildet die Straßenecke gemeinsam mit dem umlaufenden Weg „Am Brunnen“ eine kleine Grünfläche.
Das Kulturdenkmal Windbergbahn hat in Birkigt zwei denkmalgeschützte Brücken an der Coschützer Straße (Stahlträgerbrücke) und am Kesselgrundweg sowie der Gewölbedurchlass im Geiersgraben. Bereits auf Potschappler Flur (Nähe Coschützer Straße) befand sich der Haltepunkt Freital-Birkigt mit Funktionsgebäuden.
Zudem stehen an der Gitterseer Straße zwei erhaltene bäuerliche Wohnstallhäuser aus dem 19. Jahrhundert (Nr. 44/46) unter Denkmalschutz.
Das ehemalige Schulgebäude an der Gitterseer Straße beherbergte nach Ende des Lehrbetriebs 1996 bis 2011 das Schulhistorische Museum Freital. Dieses erste Birkigter Schulgebäude wurde zur Erweiterung des späteren Schulbaus 2018 abgerissen, war aber zuvor als bau- und ortshistorischer Zeuge denkmalgeschützt.

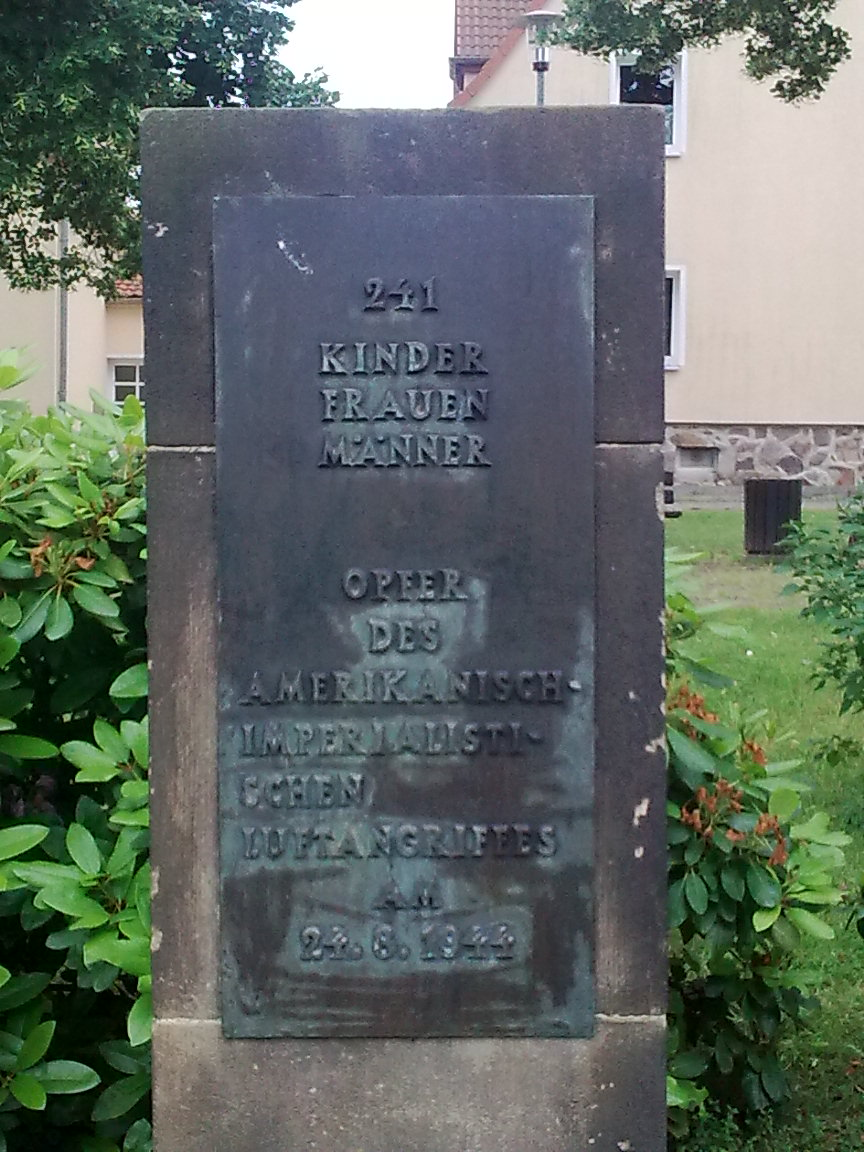
Gedenkstein für die Opfer des US-amerikanischen Luftangriffs
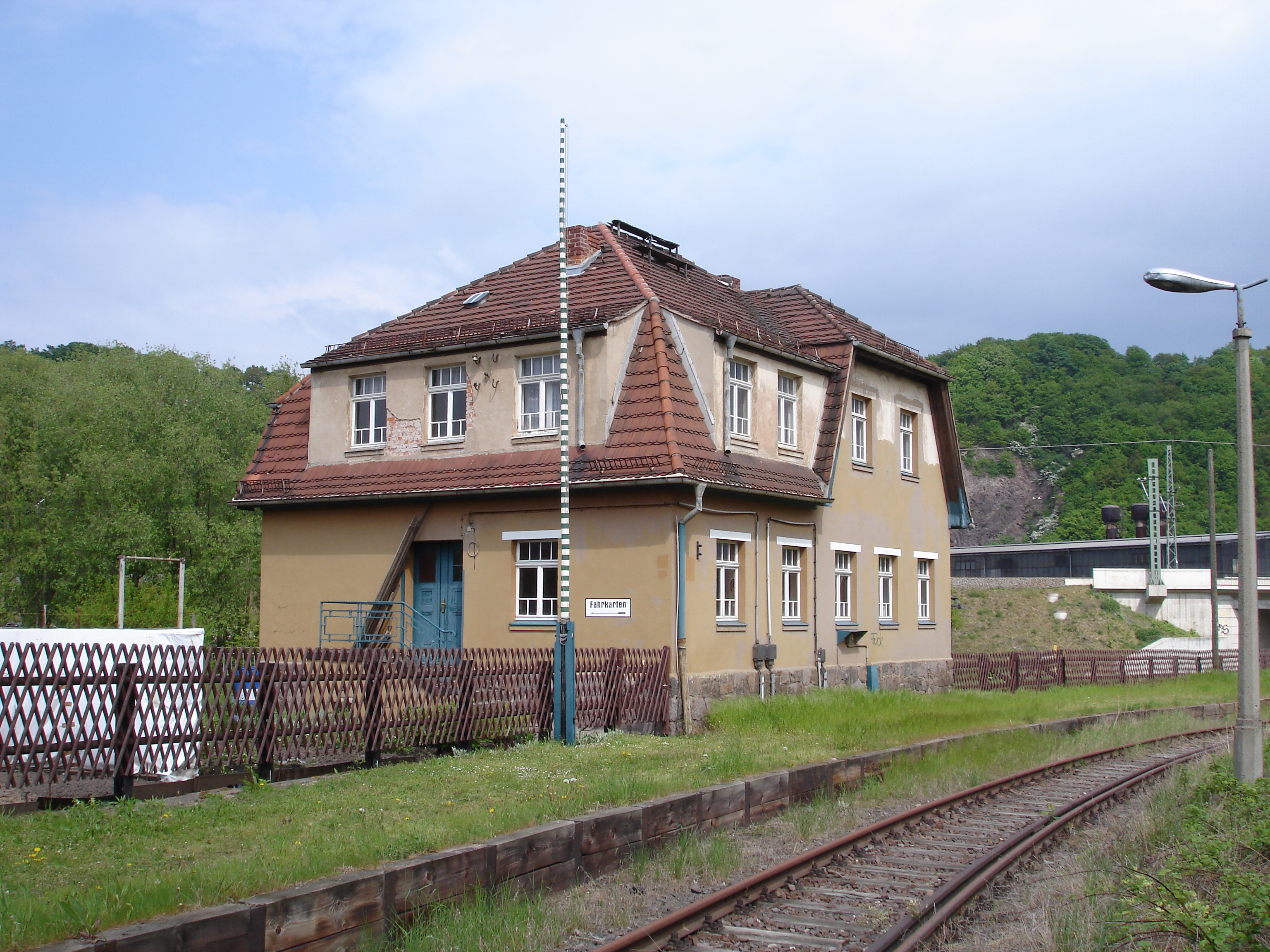
Bahnhof Freital-Birkigt an der Windbergbahn
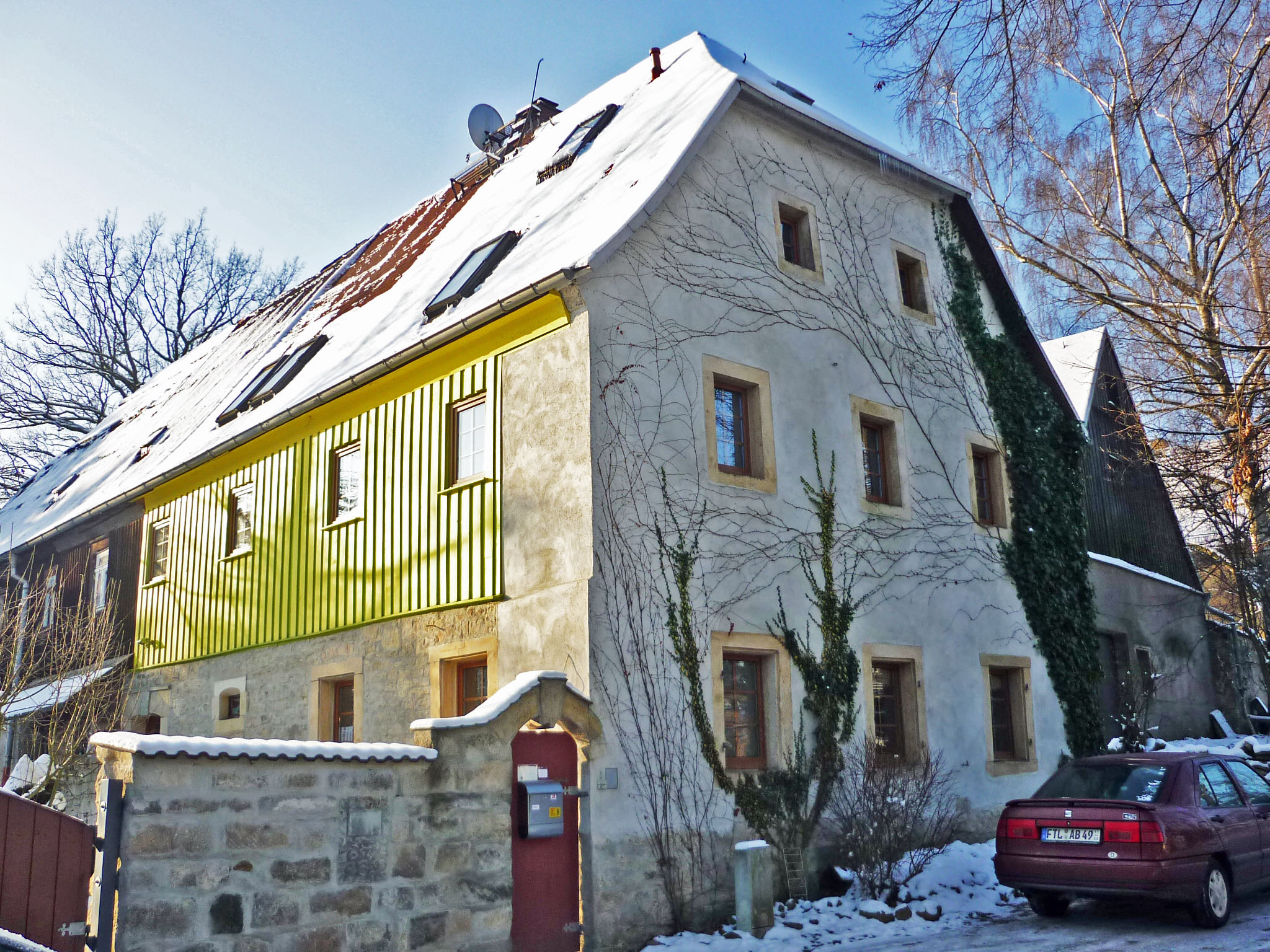
Wohnstallhaus aus der Zeit um 1800 an der Gitterseer Straße
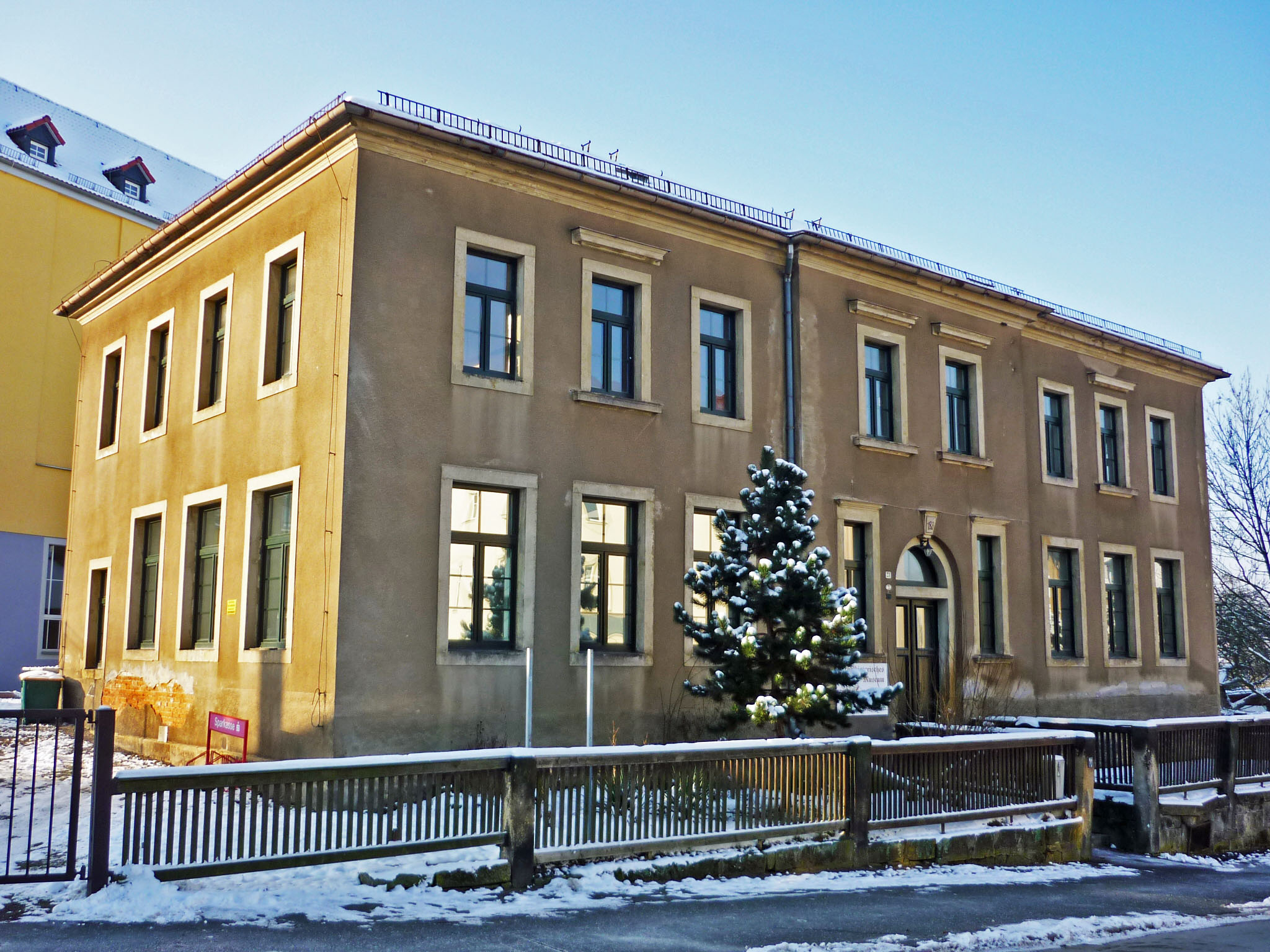
Ehemaliges Schulgebäude an der Gitterseer Straße

## Wirtschaft und Infrastruktur
Zwischen Gitterseer und Coschützer Straße erstreckt sich ein Gewerbegebiet für kleine bis mittelständische Firmen, das Standort des bombardierten Voltolwerks war. An der Gitterseer Straße befindet sich mit dem Hotel und Gasthaus „Zur Linde“ eines der wenigen Hotels in Freital.
Die verkehrliche Erschließung des Stadtteils erfolgt in Richtung Potschappel und Gittersee über Coschützer Straße und Breite Straße, in Richtung Burgk über die Bannewitzer Straße. Verbunden werden diese Verkehrzüge über die Gitterseer Straße als zentralen Verkehrsweg des Stadtteils. Über Gitterseer und Bannewitzer Straße wird Birkigt zudem an das Netz des Stadtbusverkehrs Freital angebunden. Insgesamt sind 16 Straßen in Birkigt benannt.
An der Ludwig-Richter-Straße befindet sich die gleichnamige Grundschule des Stadtteils für etwa 200 Schüler. Sie wurde letztmals von 2007 bis 2009 saniert, in den Jahren 2017–2019 entstand ein Anbau für den Hort.